# Santiago Portillo
Santiago Portillo (n. Tucumán, 21 de noviembre de 1995) es un jugador argentino de rugby, que se desempeña como ala u octavo en la franquicia argentina de Jaguares.

## Selecciones nacionales[5]
2014-2015 Pumitas (2 mundiales juveniles).
2016 Argentina XV (Americas Rugby Championship, Nations Cup en Rumania).
Debut: Uruguay vs Argentina en Colonia del Sacramento 28 de mayo de 2016 (Victoria)
Último: Chile vs Argentina en Santiago de Chile, 4 de junio de 2016 (Victoria)